# Elvis Sarić
Elvis Sarić (Ragusa, 21 luglio 1990) è un calciatore croato naturalizzato bosniaco, centrocampista del Qingdao Hainiu.

## Carriera
Debutta con la nazionale maggiore il 29 gennaio 2018 nell'amichevole pareggiata 0-0 contro gli Stati Uniti.